# Венгерско-мексиканские отношения
Венгерско-мексиканские отношения — двусторонние дипломатические отношения между Венгрией и Мексикой.

## История
Первый официальный контакт между Королевством Венгрией и Мексикой состоялся с началом правления Максимилиана I из династии Габсбургов, который правил с 1864 по 1867 годах в Мексике и был младшим братом Франца Иосифа I (императора Австрии и короля Венгрии). Резиденции Максимилиана I располагалась в Чапультепекском дворце, в настоящее время представляющий собой музей, в котором представлены мебель и художественные работы 1860-х годов из Австро-Венгрии.
В 1867 году Австро-Венгрия разорвала дипломатические отношения с Мексикой после убийства императора Максимилиана I. После окончания Первой мировой войны Австро-Венгрия распалась и Венгрия стала независимой страной в 1918 году. В 1925 году Мексика открыла дипломатическое представительство в Италии, которое представляло интересы страны и в Венгрии. Первым венгерским дипломатом, представляющем интересы страны в Мексике, был Ласло Сечени, глава дипломатического представительства, базирующегося в Вашингтоне. В 1925 году Ласло Сечени посетил Мексику .
В 1941 году во время Второй мировой войны Мексика разорвала дипломатические отношения с Венгрией, которые были восстановлены 14 мая 1974 года. В сентябре 1976 года Мексика открыла посольство в Будапеште. В мае 2009 года страны отметили 35 лет с момента установления дипломатических отношений.

## Торговля
В течение 1960-х и 1970-х годов венгерский экспорт в Латинскую Америку составлял 6 % общего объёма экспорта страны, в основном экспортировались промышленные товары и лекарства. В 1980-х и 1990-х годах объём экспорта Венгрии в эти страны сильно сократился. В 1990 года объём товарооборота между Венгрией и Мексикой составил сумму 5 млн. долларов США. В апреле 1997 года президент Венгрии Арпад Гёнц подчеркнул важность двусторонней торговли между странами, которая увеличилось в четыре раза до 22,8 млн долларов США, из которых венгерский экспорт составил сумму 6,1 млн долларов США.
По другим данным, в 1996 году основной экспорт Венгрии в Мексику составляло промышленное оборудование, общий объём поставок составил сумму около 7 млн долларов США, тогда как импорт из Мексики составил сумму 29 млн долларов США. В 2004 году посол Венгрии в Мексике заявил, что ожидает, что отношения между странами станут крепче после вступления Венгрии в Европейский союз. Он отметил, что Мексика уже является вторым по важности латиноамериканским торговым партнером Венгрии. В 2017 году объём товарооборота между странами составил сумму 1,6 млрд долларов США.

## Дипломатические представительства
- У Венгрии есть посольство в Мехико[12].
- Мексика имеет посольство в Будапеште[13].